# Smeltevandsaflejring
En smeltevandsaflejring er en landskabsformation, der består af lagdelt grus, sand eller ler, som er aflejret af smeltevand fra indlandsis eller fra en gletsjer.
| Geologi | Spire Denne artikel om geologi er en spire som bør udbygges. Du er velkommen til at hjælpe Wikipedia ved at udvide den. |